# Taulov Station
Taulov Station er en dansk jernbanestation i stationsbyen Taulov mellem Fredericia og Kolding i Østjylland.
Ved stationsbygningen blev der 19. april 2023 nedlagt 3 snublesten for modstandskæmperne stationsekspedient Henry Jacobsen, Karl Gustav Kolding og Eluf Preben Månsson, der 19. april 1945 blev henrettet i Ryvangen.